# Schizomyia mimosae
Schizomyia mimosae är en tvåvingeart som beskrevs av Tavares 1925. Schizomyia mimosae ingår i släktet Schizomyia och familjen gallmyggor. Inga underarter finns listade i Catalogue of Life.